# Aaron Sosa
Aaron Sosa (ur. w 1980 r. w Caracas) – wenezuelski fotograf. Ukończył Technicznej Sztuk Wizualnych "Cristóbal Rojas" ("Escuela Técnica de Artes Visuales").
Jest członkiem założycielem stowarzyszenia fotografów "Luz Continua". Członek wydarzeń kulturalnych związanych z fotografią (I Narodowym Festiwalu Fotografii Clarines 2000, Miesiącu Fotografii Caracas 2003), gość specjalny Kongresu Fotografii Maracaibo 2002. Laureat Narodowego Konkursu Salón Nacional de Fotografía "Jóvenes Fotógrafos con Venezuela" oraz Narodowego Konkursu Fotograficznego, organizowanego przez Instytut Goethego w Caracas. Obecnie współpracownik Observatorio Nacional de Ciencia Tecnología e Innovación ONCTI.